# トミー・ボンネゼン

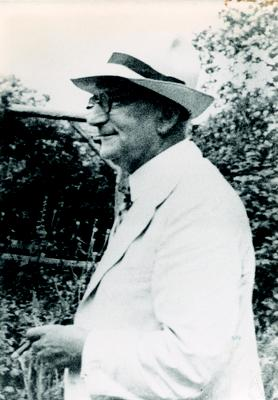
トミー・ボンネゼン

トミー・ボンネゼン（英: Tommy Bonnesen、1873年3月27日 -  1935年3月14日
）は、デンマークの数学者。ボンネゼンの定理で知られる。
コペンハーゲン大学で学び、論文「Analytiske studier over ikke-euklidisk geometri」（非ユークリッド幾何学の解析的研究）で博士号を取得した。後年、デンマーク工科大学で図法幾何学の教授を務めた。
ボンネゼンは彼の学生のウェルナー・フェンシェルとともに凸幾何学の研究をして、本を著作した。また彼は 、1924年にトロント、1928年にボローニャで開催された国際数学者会議に招待講演者として参加している。
ハラルト・ボーアとともにデンマーク数学会の数学雑誌の編集長を務めた。
彼の末娘は演劇・映画スターのベアトリス・ボンネゼンである。長女メレーテ・ボンネゼン（Merete Bonnesen、1901–1980）は新聞紙ポリティケンのジャーナリストであった。

## 主な出版物
- Analytiske Studier over ikke-euklidisk Geometri, コペンハーゲン 1902
- with Werner Fenchel: Theorie der konvexen Körper, Springer 1934,[2]、英語訳書籍: Theory of convex bodies, Moscow (Idaho), BCS Associates 1987
- Les Problèmes des Isopérimètres et des Isépiphanes, Paris, Gauthier-Villars 1929[3]
- Extréma liés, Kopenhagen 1931